# Festival izvornih narodnih napjeva Solin
Festival izvornih narodnih napjeva Solin (FINNS), hrvatska glazbena manifestacija. Održava se svake godine. 
Festival je osnovan radi očuvanja tradicijskog pjevanja, starih tekstova, melodija i tehnika koje se razlikuju ovisno o regijama i zonama iz koje dolaze. Prvo je izdanje bilo 2019. godine. Održalo se je na Gradini. Organizirala ga je ženska vokalna skupina Oštrokondže. Ostali sudionici bili su: ŽVA Zvizde Zagreb, KUD Gradina Polača, KUD Srce Zagore Unešić, KUD Mate Balota Rakalj, VS FA Tempet Makarska, KUD Lovor Trnjani, HKUD Studenčica Studenci BIH, MPS KUD-a Dangubice Kuterevo, Rogotinke ŽPS KUD-a i Marko Markota iz Rogotina.